# 雷蒙·克魯茲
雷蒙·克魯茲（英語：Raymond Cruz，1961年7月9日—）是一名墨西哥裔美國男演員。他知名於在TNT犯罪劇情刑偵劇《真相追擊》（2005—2012年）和其外傳劇《重案組》（2012—2018年）中飾演胡立歐·桑切斯，以及在AMC犯罪劇情電視劇《絕命毒師》（2008—2009年）和其前傳劇《絕命律師》（2015—2016年）中飾演杜可·薩拉曼卡。

## 早年生活
雷蒙·克魯茲在1961年7月9日出生於美国加利福尼亚州洛杉矶並在东洛杉矶長大。他在一個單親家庭中成長，母親要獨力養大他與四個兄弟姊妹，因為家境貧窮的緣故他在小時侯並沒有多少娛樂的選擇，因此看舊電影和警匪劇就成為了他平日最大的樂趣。他有不少親戚是幫派成員，而居住的街區亦經常出現幫派活動，他除了見過癮君子在街上發狂之外，更在12歲時親眼目睹有人在他面前被近距離槍擊射殺。童年時的他通過對美国文学產生的興趣來避免陷入幫派的生活，他曾讀過《愤怒的葡萄》、《白鯨記》和《草原上的小屋》等小說，當中最喜歡的是哈波·李的《杀死一只知更鸟》，他閱讀過不同類型的小說後更會去看改編的電影和電視劇，這種熱情亦引導他後來走上演藝之路。他高中畢業後就讀於蒙特利公园的东洛杉矶学院。

## 職業生涯
1987年，克魯茲在奇幻喜劇片《女傭萬萬歲》中飾演山姆，這是他影視生涯的首個角色且只有一句台詞。1991年，他在著名武打明星史蒂芬·席格擔任主角的新黑色動作驚悚片《法外出擊》中飾演赫克托。1992年，他在動作驚悚片《魔鬼戰將》中飾演主角凱西·雷白克（同樣由席格飾演）的助廚拉米瑞茲。1994年，他在間諜動作驚悚片《迫切的危機》中飾演一名美國陸軍特種部隊狙擊手多明哥·“丁”·查維茲；他接受《影音俱樂部》採訪時說自己當時差一點就無法參演這部電影，因為選角導演認為他不適合這個角色，幸好後來導演菲利普·諾斯親自為他試鏡並選擇了他。
1997年，他在科幻恐怖系列電影《異形》的第四部作品《异形4：浴火重生》中飾演駐守太空艦的聯合國軍人文森·迪史蒂法諾，文森在異形事件爆發後與其他角色一起設法逃離飛船。2001年，他在犯罪驚悚片《训练日》中飾演其中一名挾持主角傑克·霍伊特警員（由伊森·霍克飾演）作為人質的當地幫派成員狙擊手。他參演過的電影還包括《飛象計畫》（1995年）、《絕地任務》（1996年）、《嗜血狂魔》（1999年）和《間接傷害》（2002年）等。他近期最知名的電影角色則是2019年超自然恐怖片《哭泣的女人》中的前牧師拉斐爾·奧爾維拉；他接受採訪時表示自己是恐怖題材的粉絲，而信仰和宗教元素的融合是這部電影最吸引他的地方。
電視方面，克魯茲亦出演過大大小小不同類型的角色。1997年，他在FOX科幻劇情電視劇《X档案》的一集中客串飾演一隻卓柏卡布拉埃拉迪奧·布恩特，而他當時正在交往的女友西米·梅塔亦在該集客串飾演埃拉迪奧的親戚蓋柏莉·布恩特。2003年，他在以整容醫學為主題的FX醫療劇《整容室》的試播集中客串飾演亞歷杭德羅·培瑞茲，後來他還在2006年的一集中回歸飾演該角色。他客串出演過的電視劇還包括《警花拍檔》（1988年）、《推理女神探》（1993年）、《女人偵事》（2002—2003年）、《24反恐任務》（2003年）、《CSI犯罪現場》（2003，2008年）和《妙警賊探》（2012年）等。2024年，他在ABC著名醫療劇《實習醫生》中客串飾演丹尼爾·希門尼斯。
2005—2012年，他在TNT犯罪劇情刑偵劇《真相追擊》中飾演隸屬於洛杉矶警察局的墨西哥裔警探胡立歐·桑切斯，他在首兩季以常設演員的身份演出，並在第3季開始擔任主要演員至劇終；2012—2018年，他在《真相追擊》的外傳劇《重案組》中再次飾演胡立歐，作為主要演員出演全部6季。他接受採訪時表示自己很享受能夠繼續飾演胡立歐，因為他可以多用6季的時間來真正探索這個角色，他隨後更將這個過程描述為剝洋蔥，只要一層又一層地剝開後就會觸摸到角色的核心。
2008—2009年，克魯茲在AMC犯罪劇情電視劇《絕命毒師》中飾演杜可·薩拉曼卡，雖然在劇中只出現過4集，但杜可已經成為他影視生涯最具標誌性和最受歡迎的角色了。杜可是一名精神極度不穩定的墨西哥大毒梟，發怒時會難以控制情緒並有嚴重暴力傾向。克魯茲說自己曾在殮房工作4年，看過很多被打斷的骨頭和血液，因此對於杜可的暴力場面並沒有太大的厭惡感。他接受《爛番茄》採訪時透露他的妻子喜歡《真相追擊》中的警察角色胡立歐，非常討厭《絕命毒師》中的暴力角色杜可。談到對杜可的第一印象，他說當時第一次讀到劇本時簡直難以置信，因為他認為要完全詮釋出杜可形象的難度十分之高。他表示除了演繹杜可本身已經很困難之外，由於他的場景多數是在沙漠中拍攝，高溫、強風和沙塵等環境因素更讓他筋疲力盡。因為當時正在拍攝《真相追擊》，基於時間的考慮他本來不想接拍《絕命毒師》，但《絕命毒師》的監製們最終還是說服了他出演。2015—2016年，他在《絕命毒師》的前傳劇《絕命律師》中回歸飾演杜可。雖然他當時正在拍攝《重案組》，但該劇的監製們仍允許他在週末去阿布奎基拍攝杜可的戲份。拍攝完《絕命律師》後談到對杜可的看法，克魯茲接受《每日野獸》採訪時表示他會把杜可看作是杜可自己故事中的英雄，認為杜可會不惜一切代價保護自己需要保護的東西，而《絕命毒師》中發生的事情只是杜可受到藍色冰毒的影響而做出的。
2015年，他在改編自發生於2000年代初期駭人聽聞的阿里尔·卡斯特罗绑架案的Lifetime電視電影《無情禁錮》中飾演阿里爾·卡斯楚。現實的卡斯楚在2002年至2004年間先後綁架三名女子，她們被卡斯楚監禁在他的家中並淪為性奴，直到2013年5月6日她們才在鄰居的幫助下趁機逃走。克魯茲後來說自己感覺到片場的所有女性都討厭他，因為他所飾演的卡斯楚是一個臭名昭著且可怕的罪犯，所以當日復一日地拍攝時片場的人們難免會有些厭惡，甚至連他的妻子最初都不希望他接下這個角色。
2023年，克魯茲與布莱恩·科兰斯顿和亚伦·保尔一起領銜主演POPCORNERS爆米花脆片的超級碗廣告，再次飾演他在《絕命毒師》和《絕命律師》中的角色杜可·薩拉曼卡。

## 個人生活
2000年7月17日，克魯茲與女演員西米·克魯茲（原姓梅塔）在一場私人婚禮上結婚。他在2015年4月接受採訪時透露他們有一個兒子。
克魯茲自小就是羅馬天主教徒。他形容自己是一個內向的人，平日喜愛烹飪、閱讀以及在車庫裡擺弄摩托車和汽車等，總之就是喜歡一個人呆著。

## 作品列表

### 電影
| 年份 | 標題                | 標題                       | 角色                    | 附註               |
| 年份 | 譯名                | 原名                       | 角色                    | 附註               |
| ---- | ------------------- | -------------------------- | ----------------------- | ------------------ |
| 1987 | 《女傭萬萬歲》      |                            | 山姆（）                | 以在片尾字幕中列出 |
| 1988 | 《死兩次》          |                            | 幫派成員                |                    |
| 1989 | 不適用              | A Nightmare on Drug Street | 腓力（）                | 短片；非戲院首映   |
| 1990 | 《小精靈2》         |                            | 送信人                  |                    |
| 1990 | 不適用              | Cold Dog Soup              | 幫派成員                |                    |
| 1991 | 《法外出擊》        |                            | 赫克托（）              |                    |
| 1991 | 《再續前世情》      |                            | 超市店員                |                    |
| 1992 | 《情逢敵手》        |                            | 拜戈（）                |                    |
| 1992 | 《天幻情真》        |                            | 氣旋（）                |                    |
| 1992 | 《魔鬼戰將》        |                            | 拉米瑞茲（）            |                    |
| 1993 | 《當派對結束時》    |                            | 馬利歐（）              |                    |
| 1993 | 《豪情三兄弟》      |                            | 楚伊（）                |                    |
| 1993 | 不適用              |                            | 阿圖羅（）              | 非戲院首映         |
| 1994 | 《迫切的危機》      |                            | 多明哥·“丁”·查維茲（）  |                    |
| 1995 | 《死亡徽章》        |                            | 湯瑪斯·戈梅茲（）       |                    |
| 1995 | 《飛象計畫》        |                            | 亞當斯上士（）          | 未在片尾字幕中列出 |
| 1996 | 《斷箭》            |                            | 美国空军中校            | 未在片尾字幕中列出 |
| 1996 | 《因為你愛過我》    |                            | 費南多·布坦達（）       |                    |
| 1996 | 《魔鬼先鋒》        |                            |                         |                    |
| 1996 | 《絕地任務》        |                            | 羅哈斯中士（）          | 未在片尾字幕中列出 |
| 1997 | 《异形4：浴火重生》 |                            | 文森·迪史蒂法諾（）     |                    |
| 1998 | 不適用              |                            | 未知                    |                    |
| 1999 | 《嗜血狂魔》        |                            | 傑蘇斯·達瑞文（）       | 非戲院首映         |
| 1999 | 《終極警長》        |                            |                         |                    |
| 2001 | 《训练日》          |                            | 狙擊手（）              |                    |
| 2002 | 《間接傷害》        |                            | 朱尼兒（）              |                    |
| 2004 | 不適用              |                            | 西班牙語教授            |                    |
| 2004 | 《終極霹靂煞》      |                            | 拉斐爾·賈西亞（）       |                    |
| 2005 | 《玩命派對》        |                            | 奇諾（）                |                    |
| 2005 | 《2005殺無赦》      |                            | 牧師大人                |                    |
| 2015 | 不適用              |                            | 卡洛斯（）              | 短片               |
| 2019 | 《哭泣的女人》      |                            | 拉斐爾·奧爾維拉（）     |                    |
| 2020 | 《萬德》            |                            | 路易斯·桑迪亞哥警長（） |                    |
| 2021 | 《藍海奇蹟》        |                            | 赫克托（）              |                    |
| 2021 | 《我死去的父親》    |                            | 法蘭克（）              |                    |
| 2022 | 不適用              |                            | 薩爾（）                |                    |
| 2022 | 不適用              |                            | 葛斯（）                |                    |
| 2023 | 不適用              |                            | 杜可·薩拉曼卡（）       | 廣告影片           |
| 2023 | 《麥德林毒梟》      |                            | 惡魔（）                |                    |

### 電視
| 年份       | 標題                    | 標題                                | 角色                       | 附註                                                                  |
| 年份       | 譯名                    | 原名                                | 角色                       | 附註                                                                  |
| ---------- | ----------------------- | ----------------------------------- | -------------------------- | --------------------------------------------------------------------- |
| 1988       | 《美女與野獸》          |                                     | 霍爾（）                   | 單集：“Down to a Sunless Sea”；以在片尾字幕中列出                     |
| 1988       | 《警花拍檔》            |                                     | 阿朗佐（）                 | 單集：“Land of the Free”                                              |
| 1988       | 不適用                  | CBS Schoolbreak Special             | 安傑·培瑞茲（）            | 單集：“Gangs”                                                         |
| 1988       | 《越戰故事》            |                                     | 迪亞茲（）                 | 單集：“Separated”                                                     |
| 1988       | 《解開心結》            |                                     | 年輕男子                   | 單集：“Borderline”                                                    |
| 1988       | 《解開心結》            | 廂形車司機                          | 單集：“Deserted”           |                                                                       |
| 1989       | 《吾識吾名》            |                                     |                            | 迷你劇；2集                                                           |
| 1990       | 《半夜鬼鬧床》          |                                     | 強尼·“麥克”·麥克法蘭（）   | 單集：“Life Sentence”                                                 |
| 1990       | 《辯護律師》            |                                     | 外籍勞工                   | 單集：“The Cookie Monster”                                            |
| 1990       | 不適用                  | Lifestories                         | 恩里克（）                 | 單集：“Frank Brody”                                                   |
| 1990       | 《好萊塢製造》          |                                     | 未知                       | 電視電影                                                              |
| 1990       | 《中國海灘》            |                                     | 洛佩斯（）                 | 單集：“One Small Step”                                                |
| 1990       | 《神探亨特》            |                                     | 湯瑪斯·德爾加多（）        | 單集：“La Familia”                                                    |
| 1991       | 不適用                  | Prison Stories: Women on the Inside | 蒙托亞（）                 | 電視電影                                                              |
| 1991       | 《完美犯罪》            |                                     | 迪亞哥（）                 | 電視電影                                                              |
| 1992       | 不適用                  | Nails                               | 帕科·桑切斯（）            | 電視電影                                                              |
| 1993       | 《推理女神探》          |                                     | 荷西·“約瑟”·加爾文（）     | 單集：“Double Jeopardy”                                               |
| 1994       | 《街頭盜賊》            |                                     | 杜吉（）                   | 電視電影                                                              |
| 1995       | 不適用                  | The Marshal                         | 羅斯特（）                 | 單集：“The Ballad of Lucas Burke”                                     |
| 1995       | 《德州騎警》            |                                     | 培瑞茲警司（）             | 單集：“Case Closed”                                                   |
| 1995       | 《紐約重案組》          |                                     | 羅爾（）                   | 單集：“Heavin' Can Wait”                                              |
| 1995—2000  | 不適用                  |                                     | 強尼（）                   | 主要角色；16集                                                        |
| 1997       | 《X档案》               |                                     | 埃拉迪奧·布恩特（）        | 單集：“El Mundo Gira”                                                 |
| 1997       | 《法不容情》            |                                     | 曼紐（）                   | 電視電影                                                              |
| 1997       | 《解密高手》            |                                     | 麥考密克（）               | 單集：“'Tis Pity She's a Whore”                                       |
| 1997       | 不適用                  | 413 Hope St.                        | 里科（）                   | 單集：“Lost Boys and Gothic Girls”                                    |
| 1998       | 《法網豪情》            |                                     | 米格爾·莫瑞諾（）          | 單集：“Truth and Consequences”                                        |
| 1998       | 《銀河前哨》            |                                     | 瓦加斯（）                 | 單集：“The Siege of AR-558”                                           |
| 1999       | 《七天》                |                                     | 羅德里奎茲（）             | 單集：“Daddy's Girl”                                                  |
| 2000       | 《紐約重案組》          |                                     | 里科（）                   | 單集：“Everybody Plays the Mule”                                      |
| 2000       | 《陌生世界》            |                                     | 里納爾多·蒙利納（）        | 單集：“Man Plus”                                                      |
| 2000       | 《七天》                |                                     | 特奧·米勒（）              | 單集：“The Cuban Missile”                                             |
| 2000       | 《殘酷的國度》          |                                     | 艾斯卡藍特中士（）         | 2集                                                                   |
| 2000       | 《黑錢風暴》            |                                     | 古鐵雷斯（）               | 電視電影                                                              |
| 2002       | 不適用                  | Robbery Homicide Division           | 傑蘇斯·“白蟻”·羅沙里斯（） | 單集：“City of Strivers”                                              |
| 2002       | 《千面謎城》            |                                     | 魯賓（）                   | 單集：“Crash”                                                         |
| 2002—2003  | 《女人偵事》            |                                     | 雷·桑切斯（）              | 3集                                                                   |
| 2003       | 《24反恐任務》          |                                     | 勞斯（）                   | 2集                                                                   |
| 2003       | 《CSI犯罪現場》         |                                     | 米格爾·杜拉多（）          | 單集：“Play with Fire”                                                |
| 2003       | 不適用                  |                                     | 勞斯（）                   | 《24反恐任務》現場討論節目；單集：“Episode #1.19”；未在片尾字幕中列出 |
| 2003       | 《CSI犯罪現場：邁阿密》 |                                     | 馬丁·梅德斯托（）          | 單集：“Hurricane Anthony”；未在片尾字幕中列出                         |
| 2003，2006 | 《整容室》              |                                     | 亞歷杭德羅·培瑞茲（）      | 2集                                                                   |
| 2005—2012  | 《真相追擊》            |                                     | 胡立歐·桑切斯（）          | 主要角色；105集                                                       |
| 2007       | 《破日》                |                                     | 路易斯·托雷斯（）          | 常設角色；2集                                                         |
| 2007—2008  | 《愚人善事》            |                                     | 帕科（）                   | 常設角色；5集                                                         |
| 2008       | 《CSI犯罪現場》         |                                     | 唐納·巴爾柏（）            | 單集：“A Thousand Days on Earth”                                      |
| 2008—2009  | 《絕命毒師》            |                                     | 杜可·薩拉曼卡（）          | 常設角色；4集                                                         |
| 2008—？    | 不適用                  |                                     | 傑西（）                   | 未知集數                                                              |
| 2011       | 不適用                  | Los Americans                       | 梅莫（）                   | 主要角色；7集                                                         |
| 2011       | 《CSI犯罪現場：邁阿密》 |                                     | 馬可仕·崔喬（）            | 單集：“Special Delivery”                                              |
| 2012       | 《妙警賊探》            |                                     | 恩里科·莫拉雷斯（）        | 單集：“Most Wanted”                                                   |
| 2012—2018  | 《重案組》              |                                     | 胡立歐·桑切斯（）          | 主要角色；105集                                                       |
| 2013       | 不適用                  | Lauren                              | 馬丁內斯（）               | 網絡劇；常設角色；3集                                                 |
| 2015       | 《無情禁錮》            |                                     | 阿里爾·卡斯楚（）          | 電視電影                                                              |
| 2015—2016  | 《絕命律師》            |                                     | 杜可·薩拉曼卡（）          | 常設角色；3集                                                         |
| 2018       | 《黑道好萊塢》          |                                     | 史威茲（）                 | 常設角色；2集                                                         |
| 2019       | 《國務卿女士》          |                                     | 老馬堤奧·桑迪諾（）        | 單集：“Something Better”                                              |
| 2021       | 不適用                  |                                     | 比克斯先生（）             | 常設角色；10集                                                        |
| 2023       | 《邊疆飆風族》          |                                     | 史摩基（）                 | 單集：“I Want Nothing But Death”                                      |
| 2024       | 《實習醫生》            |                                     | 丹尼爾·希門尼斯（）        | 單集：“The Marathon Continues”                                        |

### 電子遊戲
| 年份 | 標題                      | 標題               | 角色                  | 附註 |
| 年份 | 譯名                      | 原名               | 角色                  | 附註 |
| ---- | ------------------------- | ------------------ | --------------------- | ---- |
| 2000 | 不適用                    | Alien Resurrection | 文森·迪史蒂法諾（）   | 配音 |
| 2003 | 《星艦迷航記：星際奇兵2》 |                    | 荷黑·岡薩雷茲中尉（Lt. Jorge Gonzalez） | 配音 |

## 獲獎和提名
| 年份 | 獎項            | 類別                   | 提名作品      | 結果 | 附註                   | 來源   |
| ---- | --------------- | ---------------------- | ------------- | ---- | ---------------------- | ------ |
| 2006 | 形象獎          | 電視最佳男配角（Best Supporting Actor – Television）     | 《真相追擊》  | 獲獎 |                        |        |
| 2008 | 美國演員工會獎  | 劇情類影集最佳整體演出 | 《真相追擊》  | 提名 | 與劇中其他演員共獲提名 | [ 23 ] |
| 2009 | 美國演員工會獎  | 劇情類影集最佳整體演出 | 《真相追擊》  | 提名 | 與劇中其他演員共獲提名 | [ 24 ] |
| 2009 | 形象獎          | 電視最佳男配角         | 《真相追擊》  | 獲獎 |                        |        |
| 2009 | NAMIC視野獎（NAMIC Vision Awards） | 劇情類最佳演出（Best Performance - Drama）     | 《真相追擊》  | 提名 |                        |        |
| 2010 | 土星獎          | 電視最佳次要角色       | 《絕命毒師》  | 提名 |                        | [ 25 ] |
| 2010 | 美國演員工會獎  | 劇情類影集最佳整體演出 | 《真相追擊》  | 提名 | 與劇中其他演員共獲提名 | [ 26 ] |
| 2011 | 美國演員工會獎  | 劇情類影集最佳整體演出 | 《真相追擊》  | 提名 | 與劇中其他演員共獲提名 | [ 27 ] |
| 2011 | 形象獎          | 電視最佳男配角         | 《真相追擊》  | 提名 |                        | [ 28 ] |
| 2012 | 獨立肥皂獎（）  | 劇情類最佳男配角（Best Supporting Actor - Drama）   | Los Americans | 提名 |                        | [ 29 ] |

## 外部連結
- 雷蒙·克魯茲在互联网电影资料库（IMDb）上的資料（英文）